# Heart of Oak
Pour les articles homonymes, voir Hearts of Oak.
Heart of Oak (littéralement cœur de chêne, désignant le bois du centre du tronc, le plus solide) est une vieille chanson de marins britannique, et encore aujourd'hui la marche officielle de la Royal Navy britannique, ainsi que de plusieurs marines de guerre des pays du Commonwealth telles que la Marine royale canadienne, la Royal Australian Navy et la Royal New Zealand Navy.
La musique de la marche est composée par le Dr William Boyce, et les paroles écrites par David Garrick, un acteur anglais du XVIIIe siècle. Heart of Oak est, à l'origine, écrit pour un opéra. Il est chanté pour la première fois le jour de la Saint-Sylvestre 1759, par Samuel Thomas Champnes, le petit-fils de John Weldon dans une des premières pantomimes intitulée Harlequin's Invasion et joué au Garrick Theatre.
Wonderful year (en français : année merveilleuse) fait référence à l'année 1759-60, au cours de laquelle les forces armées britanniques sont victorieuses lors de plusieurs batailles importantes : la bataille de Minden le 1er août 1759, la bataille navales de Lagos le 19 août 1759, la bataille des plaines d'Abraham le 13 septembre 1759 et la bataille des Cardinaux le 20 novembre 1759, mettant en échec les projets d'invasion de l'Angleterre de 1759. Ces victoires sont suivies, quelques mois plus tard, par de nouveaux succès à la bataille de Wandiwash en Inde le 22 janvier 1760. Ces victoires successives permettent à la chanson de gagner en notoriété en Grande-Bretagne dans les dernières années de la guerre de Sept Ans.
Les Cadets de la Marine royale canadienne ont pour tradition de chanter Cœur de chêne les jours de parades.
Le « oak » dans le titre de la chanson fait référence au bois utilisé traditionnellement pour la construction des vaisseaux de ligne britanniques pendant l'« age of sail » (ère des bateaux à voile). La citation « hearts of oak » apparaît pour la première fois dans les traductions anglaises de l'Odyssée.

## Paroles
(version originale anglaise)
(paroles : par David Garrick, 1759)
(musique : Dr William Boyce (1711-1779))
Come, cheer up, my lads, 'tis to glory we steer,
To add something more to this wonderful year;
To honour we call you, as freemen not slaves,
For who are as free as the sons of the waves?
Refrain :
Heart of oak are our ships, jolly tars are our men,
we always are ready; Steady, boys, steady!
We'll fight and we'll conquer again and again.
We ne'er see our foes but we wish them to stay,
They never see us but they wish us away;
If they run, why we follow, and run them ashore,
And if they won't fight us, we cannot do more.
(Refrain)
They swear they'll invade us, these terrible foes,
They frighten our women, our children and beaus,
But should their flat bottoms in darkness get o'er,
Still Britons they'll find to receive them on shore.
(Refrain)
Our worthy forefathers, let's give them a cheer,
To climates unknown, did courageously steer.
Through oceans to deserts, for freedom they came,
And dying, bequeathed us their freedom and fame.
(Refrain)
Britannia triumphant, her ships sweep the sea,
Her standard is Justice -- her watchword, 'be free.'
Then cheer up, my lads, with one heart let us sing,
Our soldiers, our sailors, our statesmen, and Queen.
(Refrain)

## Paroles en français
Ces paroles sont utilisées par les Cadets de la Marine royale canadienne dans les unités francophones.
Debout mes gaillards, pointons-nous vers la gloire,
Fleurons ajoutons à ces heures sans déboire[3]
Sans carcans et sans joug,
Tout l'honneur nous attend,
Pour nous qui sommes les fils libres de l'océan.
Coeur de chêne nos navires
Gais lurons nos marins
Toujours fidèles au poste,
Hardis, gars, hardis!
L'avenir est à nous les vrais!
Coeur de chêne nos navires,
Gais lurons nos marins,
Toujours fidèles au poste,
Hardis, gars, hardis!
L'avenir est à nous les vrais conquérants!